# Diecezja Pozzuoli
Diecezja Pozzuoli – łac. Dioecesis Puteolana – diecezja Kościoła rzymskokatolickiego we Włoszech, w metropolii Neapolu, w regionie kościelnym Kampania.
Została erygowana w I wieku.
Od 22 maja 2021 diecezja pozostaje w unii in persona episcopi z diecezją Ischii. Obie administratury posiadają wspólnego biskupa diecezjalnego, jednak zachowały odrębne kurie i katedry.